# St. John’s (Surrey)
St. John's – wieś w Anglii, w hrabstwie Surrey, w dystrykcie Woking. Leży 39 km na południowy zachód od centrum Londynu. Miejscowość liczy 4378 mieszkańców.